# Global International Waters Assessment
Global International Waters Assessment (GIWA) (på svenska ungefär Globala utvärderingen av internationella vatten), är ett vattenprogram som leds av Förenta nationernas miljövårdsprogram.